# Copa de Campeones de la Concacaf 1990
La Copa de Campeones de 1990 fue la vigésimo sexta edición de la Copa de Campeones de la Concacaf, torneo de fútbol a nivel de clubes más importante de Norteamérica, Centroamérica y el Caribe organizado por la Concacaf.
El Club América de México venció en la final al FC Pinar del Río de Cuba para proclamarse campeón por tercera vez.

## Zona Norteamericana

### Primera ronda
| 28 de abril de 1990 | St. Petersburg Kickers | 2:0 | New York Greek-American | O'Lakes Field, Land O'Lakes |  |
|                     | Bowen · RC Campanollo  |     |                         |                             |  |

| 13 de mayo de 1990 | New York Greek-American | 1:0 (Global 1:2) | St. Petersburg Kickers | Metropolitan Oval, Maspeth |  |

### Segunda ronda
| 9 de octubre de 1990 | St. Petersburg Kickers | 0:1 (0:1) | América       | Pepin-Rood Stadium, Tampa |  |
|                      |                        |           | Edú Manga 35' |                           |  |

## Zona Centroamericana

### Primera ronda

#### Real España - Diriangén
| 21 de abril de 1990 | Real España                                   | 5:1 | Diriangén | Estadio Francisco Morazán, San Pedro Sula |  |
|                     | González · Vallejo · Soto · Caballero · Ávila |     | Bendaña   |                                           |  |

| 29 de abril de 1990                                                              | Diriangén | 0:2 (Global 1:7) | Real España | Estadio Colegio La Salle, Diriamba |  |
| Diriangén se retiró y por lo tanto, se le dio la victoria de 2-0 al Real España. |           |                  |             |                                    |  |

#### Municipal - Duurly's
| 21 de abril de 1990 | Municipal    | 2:0 | Duurly's | Estadio Mateo Flores, Ciudad de Guatemala |  |
|                     | Funes ?', ?' |     |          |                                           |  |

| 13 de mayo de 1990 | Duurly's | 0:3 (Global 0:5) | Municipal                | MCC Grounds, Ciudad de Belice |  |
|                    |          |                  | Archila · Castro · Rodas |                               |  |

#### Suchitepéquez - San Joaquín
| 22 de abril de 1990 | Suchitepéquez   | 2:1 | San Joaquín | Estadio Carlos Salazar Hijo, Mazatenango |  |
|                     | Pérez · Samayoa |     | Desconocido |                                          |  |

| 6 de mayo de 1990 | San Joaquín | 0:1 (Global 1:3) | Suchitepéquez | San Ignacio, Belice |  |
|                   |             |                  | Castañeda     |                     |  |

#### Luis Ángel Firpo - Tauro
| 25 de abril de 1990 | Luis Ángel Firpo | 1:1 | Tauro       | Estadio Sergio Torres, Usulután |  |
|                     | Batres           |     | Desconocido |                                 |  |

| 29 de abril de 1990 | Tauro | 0:3 | Luis Ángel Firpo          | Estadio Sergio Torres, Usulután |  |
|                     |       |     | Batres · Toninho · Zapata |                                 |  |

#### Alianza - La Previsora
| 25 de abril de 1990 | La Previsora | 1:10 | Alianza                                                                      | Estadio Revolución, Ciudad de Panamá |  |
|                     | Desconocido  |      | Canales ?', ?' · Salazar ?', ?' · Toro ?', ?' · Desconocido/s ?', ?', ?', ?' |                                      |  |

| 29 de abril de 1990 | Alianza            | 2:0 (Global 12:1) | La Previsora | Estadio Cuscatlán, San Salvador |  |
|                     | Palacios ?' · Toro |                   |              |                                 |  |

#### Olimpia - Juventus Orange Walk
| Equipo Local Ida     | Resultado | Equipo Visitante Ida | Ida   | Vuelta |
| -------------------- | --------- | -------------------- | ----- | ------ |
| Juventus Orange Walk | 0 - 4     | Olimpia              | 0 - 2 | 0 - 2  |

### Segunda ronda

#### Luis Ángel Firpo - Alianza
| 13 de mayo de 1990 | Alianza | 0:0 | Luis Ángel Firpo | Estadio Cuscatlán, San Salvador |  |

| 20 de mayo de 1990 | Luis Ángel Firpo | 1:0 (0:0) | Alianza | Estadio Sergio Torres, Usulután |  |
|                    | Cienfuegos       |           |         |                                 |  |

#### Real España - Municipal
| 31 de agosto de 1990 | Real España      | 2:1 | Municipal | Estadio Francisco Morazán, San Pedro Sula |                               |
|                      | Vallejo · Roland |     | Ferreira  | Asistencia: 3301 espectadores             | Asistencia: 3301 espectadores |

| 2 de septiembre de 1990 | Municipal | 0:1 (Global 1:3) | Real España | Estadio Francisco Morazán, San Pedro Sula |  |
|                         |           |                  | Anariba     |                                           |  |

#### Olimpia - Suchitepéquez
| 31 de agosto de 1990 | Suchitepéquez  | 2:2 (1:1) | Olimpia                     | Estadio Nacional, Tegucigalpa |  |
|                      | Pérez 11', 64' |           | Espinoza 17' · Yearwood 88' |                               |  |

| 2 de septiembre de 1990 | Olimpia     | 2:0 (Global 4:2) | Suchitepéquez | Estadio Nacional, Tegucigalpa |  |
|                         | Laje ?', ?' |                  |               |                               |  |

### Tercera ronda
| Equipo           | PJ | PG | PE | PP | GF | GC | Dif. | Pts. |
| ---------------- | -- | -- | -- | -- | -- | -- | ---- | ---- |
| Olimpia          | 4  | 2  | 1  | 1  | 4  | 5  | -1   | 5    |
| Luis Ángel Firpo | 4  | 1  | 2  | 1  | 5  | 3  | +2   | 4    |
| Real España      | 4  | 1  | 1  | 2  | 5  | 6  | -1   | 3    |

| \| Fecha \| Lugar \| Local \| Resultado \| Visitante \| \| ---------------- \| -------------- \| ---------------- \| --------- \| ---------------- \| \| 9 de septiembre \| Usulután \| Luis Ángel Firpo \| 3:0 \| Real España \| \| 15 de septiembre \| San Pedro Sula \| Real España \| 1:1 \| Luis Ángel Firpo \| \| 20 de septiembre \| Tegucigalpa \| Olimpia \| 1:1 \| Luis Ángel Firpo \| \| 7 de octubre \| Usulután \| Luis Ángel Firpo \| 0:1 \| Olimpia \| \| 11 de octubre \| San Pedro Sula \| Real España \| 4:1 \| Olimpia \| \| 14 de octubre \| Tegucigalpa \| Olimpia \| 1:0 \| Real España \| |                |                  |           |                  |
| Fecha | Lugar          | Local            | Resultado | Visitante        |
| 9 de septiembre | Usulután       | Luis Ángel Firpo | 3:0       | Real España      |
| 15 de septiembre | San Pedro Sula | Real España      | 1:1       | Luis Ángel Firpo |
| 20 de septiembre | Tegucigalpa    | Olimpia          | 1:1       | Luis Ángel Firpo |
| 7 de octubre | Usulután       | Luis Ángel Firpo | 0:1       | Olimpia          |
| 11 de octubre | San Pedro Sula | Real España      | 4:1       | Olimpia          |
| 14 de octubre | Tegucigalpa    | Olimpia          | 1:0       | Real España      |

## Zona del Caribe

### Ronda preliminar
| Equipo Local Ida | Resultado | Equipo Visitante Ida       | Ida   | Vuelta |
| ---------------- | --------- | -------------------------- | ----- | ------ |
| Zénith           | 3 - 1     | La Gauloise de Basse-Terre | 1 - 1 | 2 - 0  |

### Primera ronda
| Equipo Local Ida | Resultado | Equipo Visitante Ida | Ida   | Vuelta |
| ---------------- | --------- | -------------------- | ----- | ------ |
| Pinar del Río    | 4 - 1     | Deportivo Central    | 3 - 1 | 1 - 0  |
| Seba United      | 0 - 3     | FICA                 | 0 - 2 | 0 - 1  |
| UNDEBA           | 2 - 3     | Sithoc               | 2 - 1 | 0 - 2  |
| Excelsior        | w/o       | RC Rivière-Pilote    | -     | -      |
| Robinhood        | 1 - 2     | Transvaal            | 0 - 0 | 1 - 2  |
| Paradise         | 3 - 1     | Zénith               | 2 - 0 | 1 - 1  |

- RC Rivière-Pilote se retiró, Excelsior califica.

### Segunda ronda
| Equipo Local Ida | Resultado | Equipo Visitante Ida | Ida   | Vuelta |
| ---------------- | --------- | -------------------- | ----- | ------ |
| FICA             | 1 - 4     | Pinar del Río        | 1 - 1 | 3 - 0  |
| Paradise         | 0 - 2     | Transvaal            | 0 - 2 | -      |
| Sithoc           | 1 - 6     | Excelsior            | 0 - 4 | 1 - 2  |

- La serie entre Transvaal y Paradise se jugó a un partido.

- Resultados desconocidos luego de la segunda ronda, pero Excelsior y Transvaal fueron eliminados y Pinar del Río avanzó a las semifinales de la Concacaf.

## Ronda final
- América
- Pinar del Río
- Olimpia

### Semifinal

#### América - Olimpia
| 12 de noviembre de 1990 | América                              | 3:0 (0:0) | Olimpia | Spartan Stadium, San José |  |
|                         | Rodón 54' · Zague 77' · Figueroa 79' |           |         |                           |  |

| 14 de noviembre de 1990 | Olimpia                    | 2:1 (1:1) (Global 2:4) | América     | Santa Ana Stadium, Santa Ana |  |
|                         | Bennett 11' · Espinoza 64' |                        | Figueroa 3' |                              |  |

### Final

#### Ida
| 19 de febrero de 1991 | Pinar del Río              | 2:2 (2:2) | América                  | Estadio Pedro Marrero, La Habana |                            |
|                       | Alonso 20' · Hernández 43' |           | Huerta 25' · Toninho 31' | Árbitro(s): Ramesh Ramdhan       | Árbitro(s): Ramesh Ramdhan |

|            | POR        | Martínez        |     |
|            | DEF        | Torres          |     |
|            | DEF        | Osmín Hernández |     |
|            | DEF        | Cata            |     |
|            | DEF        | Sainz           |     |
|            | MED        | Reyes           |     |
|            | MED        | Lázaro Dalcourt | 43' |
|            | MED        | Rivera          |     |
|            | DEL        | Oswaldo Alonso  |     |
|            | DEL        | Pedel           |     |
|            | DEL        | Mezquía         |     |
| Entrenador | Entrenador | Desconocido     |     |

|            | POR        | Alejandro García      |  |
|            | DEF        | Juan Hernández        |  |
|            | DEF        | José Enrique Rodón    |  |
|            | DEF        | Alfredo Tena          |  |
|            | DEF        | Cecilio de los Santos |  |
|            | MED        | Gonzalo Farfán        |  |
|            | MED        | Alejandro Domínguez   |  |
|            | MED        | Guillermo Huerta      |  |
|            | DEL        | Toninho               |  |
|            | DEL        | Zague                 |  |
|            | DEL        | Cristóbal Ortega      |  |
| Entrenador | Entrenador | Carlos Miloc          |  |

|  | MED | Del Pino | 43' |

| Anotado | 20' | Oswaldo Alonso  | 1:0 |
| Anotado | 43' | Osmín Hernández | 2:2 |

| Anotado | 25' | Guillermo Huerta | 1:1 |
| Anotado | 31' | Toninho          | 2:1 |

| Árbitro | Ramesh Ramdhan |

|            | POR        | Martínez        |     |
|            | DEF        | Torres          |     |
|            | DEF        | Osmín Hernández |     |
|            | DEF        | Cata            |     |
|            | DEF        | Sainz           |     |
|            | MED        | Reyes           |     |
|            | MED        | Lázaro Dalcourt | 43' |
|            | MED        | Rivera          |     |
|            | DEL        | Oswaldo Alonso  |     |
|            | DEL        | Pedel           |     |
|            | DEL        | Mezquía         |     |
| Entrenador | Entrenador | Desconocido     |     |

|            | POR        | Alejandro García      |  |
|            | DEF        | Juan Hernández        |  |
|            | DEF        | José Enrique Rodón    |  |
|            | DEF        | Alfredo Tena          |  |
|            | DEF        | Cecilio de los Santos |  |
|            | MED        | Gonzalo Farfán        |  |
|            | MED        | Alejandro Domínguez   |  |
|            | MED        | Guillermo Huerta      |  |
|            | DEL        | Toninho               |  |
|            | DEL        | Zague                 |  |
|            | DEL        | Cristóbal Ortega      |  |
| Entrenador | Entrenador | Carlos Miloc          |  |

|  | MED | Del Pino | 43' |

| Anotado | 20' | Oswaldo Alonso  | 1:0 |
| Anotado | 43' | Osmín Hernández | 2:2 |

| Anotado | 25' | Guillermo Huerta | 1:1 |
| Anotado | 31' | Toninho          | 2:1 |

| Árbitro | Ramesh Ramdhan |

#### Vuelta
| 12 de marzo de 1991 | América                                                    | 6:0 (2:0) (Global 8:2) | Pinar del Río | Estadio Azteca, Ciudad de México                      |                                                       |
|                     | Toninho 3', 9' 84' · Zague 68', 80' · Hernández 85' (a.g.) | Reporte                |               | Asistencia: 60 000 espectadores Árbitro(s): Majid Jay | Asistencia: 60 000 espectadores Árbitro(s): Majid Jay |

|            | POR        | Alejandro García      | 45' |
|            | DEF        | Juan Hernández        | 68' |
|            | DEF        | José Enrique Rodón    |     |
|            | DEF        | Alfredo Tena          |     |
|            | DEF        | Cecilio de los Santos |     |
|            | MED        | Cristóbal Ortega      |     |
|            | MED        | Alejandro Domínguez   |     |
|            | MED        | Gonzalo Farfán        |     |
|            | DEL        | Efraín Munguía        |     |
|            | DEL        | Toninho               |     |
|            | DEL        | Zague                 |     |
| Entrenador | Entrenador | Carlos Miloc          |     |

|            | POR        | Martínez        |     |
|            | DEF        | Torres          | 74' |
|            | DEF        | Cata            |     |
|            | DEF        | Sainz           |     |
|            | DEF        | Reyes           |     |
|            | MED        | Lázaro Dalcourt |     |
|            | MED        | Pérez           | 60' |
|            | MED        | Oswaldo Alonso  |     |
|            | DEL        | Mezquía         |     |
|            | DEL        | Raimundo García |     |
|            | DEL        | Osmin Hernández |     |
| Entrenador | Entrenador | Desconocido     |     |

|  | POR | Adrián Chávez    | 45' |
|  | DEF | Guillermo Huerta | 68' |

|  | DEF | C. Torres | 74' |
|  | MED | Rivera    | 60' |

| Anotado           | 3'  | Toninho         | 1:0 |
| Anotado           | 9'  | Toninho         | 2:0 |
| Anotado           | 68' | Zague           | 3:0 |
| Anotado           | 80' | Zague           | 4:0 |
| Anotado           | 84' | Toninho         | 5:0 |
| Anotado · Autogol | 85' | Osmín Hernández | 6:0 |

| Árbitro | Majid Jay |

|            | POR        | Alejandro García      | 45' |
|            | DEF        | Juan Hernández        | 68' |
|            | DEF        | José Enrique Rodón    |     |
|            | DEF        | Alfredo Tena          |     |
|            | DEF        | Cecilio de los Santos |     |
|            | MED        | Cristóbal Ortega      |     |
|            | MED        | Alejandro Domínguez   |     |
|            | MED        | Gonzalo Farfán        |     |
|            | DEL        | Efraín Munguía        |     |
|            | DEL        | Toninho               |     |
|            | DEL        | Zague                 |     |
| Entrenador | Entrenador | Carlos Miloc          |     |

|            | POR        | Martínez        |     |
|            | DEF        | Torres          | 74' |
|            | DEF        | Cata            |     |
|            | DEF        | Sainz           |     |
|            | DEF        | Reyes           |     |
|            | MED        | Lázaro Dalcourt |     |
|            | MED        | Pérez           | 60' |
|            | MED        | Oswaldo Alonso  |     |
|            | DEL        | Mezquía         |     |
|            | DEL        | Raimundo García |     |
|            | DEL        | Osmin Hernández |     |
| Entrenador | Entrenador | Desconocido     |     |

|  | POR | Adrián Chávez    | 45' |
|  | DEF | Guillermo Huerta | 68' |

|  | DEF | C. Torres | 74' |
|  | MED | Rivera    | 60' |

| Anotado           | 3'  | Toninho         | 1:0 |
| Anotado           | 9'  | Toninho         | 2:0 |
| Anotado           | 68' | Zague           | 3:0 |
| Anotado           | 80' | Zague           | 4:0 |
| Anotado           | 84' | Toninho         | 5:0 |
| Anotado · Autogol | 85' | Osmín Hernández | 6:0 |

| Árbitro | Majid Jay |

| México                      |
| América Campeón 3.er título |